# Степаненко Сергій
Сергій Миколайович Степаненко (6 квітня 1964, Гостомель, Київська область, Українська РСР — 18 листопада 2022) — український рок-музикант, бас-гітарист рок-гурту «Кому вниз» (з 1988), продюсер, редактор відео.

## Життєпис
Українець. З родини вчителів середньої школи. Закінчив КІБІ, працював конструктором. В інституті був знайомий з Владиславом Малюгіним, який також став учасником гурту «Кому вниз» з 1988. У гурті грав на бас-гітарі.
Помер 18 листопада 2022 з неназваної причини, похований на Байковому кладовищі.

### Особисте життя
Від розірваного шлюбу має сина Юрія (професійного футболіста юнацької ліги). Не одружений.